# Краљевина Албанија (1943—1944)
Краљевина Албанија (алб. Mbretëria Shqiptare), позната и као Велика Албанија, је од 1943. до 1944. године била марионетска држава под контролом Нацистичке Немачке.
Капитулацијом Италије 1943. године, Албанију (до тада италијански протекторат) окупирају немачке трупе, а Немачка тада третира Албанију као дејуре независну земљу под њеном окупацијом. У састав марионетске државе Албаније ушле су све територије бившег италијанског протектората, укључујући и делове окупиране Југославије (Косово и Метохију, западну Македонију, источну Црну Гору). Поразом немачке на балканском ратишту 1944. године, обнавља се Албанија у предратним границама, а анектиране југословенске територије су враћене обновљеној Југославији.
С обзиром да су Албанци имали јако мало аутономности под Италијанима, окупација јужног Косова у то време би се могла назвати Италијанском.

## Историја

### Немачка инвазија и стварање немачке Албаније
Приликом планирања инвазије, Вермахт је израдио низ војних планова за акцију против италијанских поседа на Балкану под кодним именом „Константин“. А за директнију акцију, јединице Немачке војне обавештајне службе (Абвер) секције II биле су послате у Косовску Митровицу (данашње Косово и Метохија) априла 1943. године, у покушају да стекну одређени утицај међу све већим бројем Албанаца незадовољних Италијанима. Још директније, у јулу и августу 1943. године, немачка војска је заузела албанске аеродроме и луке, наводно да би заштитила италијанску Албанију од могућности савезничке инвазије. Средином августа у Албанији је било око шест хиљада немачких војника.
Први политички потез Министарства спољних послова пре инвазије било је именовање Хермана Нојбахера, бившег градоначелника Беча, за специјалног Рибентроповог представника за југоисточну Европу. Нојбахер, који је већ био активан на Балкану као Хитлеров представник за економска питања, постаће кључна немачка личност на Балкану током друге половине рата, иако му Албанија није службено додељена као део одговорности до 10. септембра. Поред именовања Нојбахера, мајор Франц фон Шајгер послат је у Косовску Митровицу. Шајгер, који је раније био у Албанији као официр аустроугарске војске, био је лично упознат са многим утицајним албанским политичарима.
Немци су планирали да направе независну неутралну Албанију под контролом владе пријатељски настројене према Немцима. Након што су албански партизани одбацили Мукјенски споразум, избио је рат између албанских партизана (иза којих су стајали југословенски партизани, као њихови савезници) и балиста.
Након капитулације италијанских снага 8. септембра 1943. године, немачке трупе су брзо окупирале Албанију са две дивизије. Немци су у Тирани формирали „неутралну владу“.
Окупација Албаније је била неопходна. У Албанију не долазимо као непријатељи већ као пријатељи и нема разлога да се плашите. Напустићемо Албанију чим будемо сматрали потребним. Оставићемо вас слободним у свим вашим унутрашњим пословима и нећемо се мешати у њих. Молимо за вашу послушност а непослушни ће бити кажњени.— Максимилијан фон Вајхс обратио се Албанцима 10. септембра 1943

### Независна држава Албанија
Немци су намеравали да успоставе аутономну управу и настојали су да убеде албанске лидере да формирају владу која би сама преузела управу над земљом. Многи су оклевали, посебно када су се прошириле гласине да се британске снаге припремају за инвазију на Албанију. Међутим, лидери косовских Албанаца, схватајући да би немачки пораз значио повратак под југословенску власт, били су спремнији за сарадњу. Дана 14. септембра 1943. године је успостављена албанска влада под вођством Бичакуа из Елбасана, УлћинијаПејанија и Џафера Деве са Косова. Национална скупштина, састављена од 243 члана, започела је са радом 16. октобра 1943. године, бирајући четворочлано Високо регентско веће (алб. Këshilli i Lartë i Regjencës) да управља државом.
Немачка обећања да ће сачувати границе Албаније успостављене 1941. године, уверавања да се „неће мешати“ у нову албанску администрацију и опште пронемачко гледиште већине Албанаца (које датирају из година пре и током Првог светског рата, где је аустроугарска спољна политика били подршка независној албанској држави), осигурали су да нова влада у почетку ужива велику подршку народа. Нова влада, која је обећала да ће остати неутрална у рату, успела је да врати стабилност. Администрација и правосудни систем поново су функционисали, а албанске школе су поново отворене широм северне и централне Албаније. Предузети су и кораци за спровођење земљишне реформе.
Немци су уложили истински напор, често на своју штету, да оставе албанском народу утисак да поседују бар неки ниво аутономије. Није било присилног регрутовања радне снаге из Албаније за Рајх, јер је то било неспојиво са појмом албанске независности. Регент Фрашери је такође постигао договор са Немцима у фебруару 1944. године који је предвиђао да се албански затвореници неће транспортовати ван земље, али Немци то нису увек поштовали, нарочито крајем 1944. У складу са Нојбахер овом политиком према Албанцима, одмазда над цивилним становништвом због напада на немачку војску била је неуобичајена и није била тако брутална као на другим окупираним територијама.
Фрашери је успео да убеди Нојбахера да призна албанску „релативну“ неутралност и „релативни“ суверенитет. Албанија је имала статус сличан статусу Хрватске и Словачке, које су имале релативни суверенитет под нацистичком Немачком. Крајем новембра 1943. албанска влада затражила је од Немаца да им помогну да убеде Бугарску да призна нову државу, што су Немци прихватили. У исто време Фрашери је започео преговоре о успостављању дипломатских односа са Швајцарском и Турском. То је изазвало одређену узбуну у немачком министарству спољних послова које је тврдило да се тим неутралним државама не би требало обраћати, али да би се од држава под немачком контролом могло тражити да пруже признање. Убрзо након тога је Павелићев усташки режим у Хрватској признао „Велику Албанију“.

### Партизански отпор и грађански рат
Нова влада и Немци морали су се борити са НОБ-ом у коме су све више доминирали комунисти и након тога су успели да приволе већи део националистичког отпора у свој табор. Немци су покренули серију офанзива против партизана, који су првенствено били концентрисани у јужној Албанији и у мањој мери у централној Албанији. Прва офанзива, операција „505“, започела је почетком новембра 1943. године да би очистила партизанске јединице из региона Пеза и уклонила претњу путу Драч-Тирана. У року од осам дана Немци су кампању прогласили успешном, убивши око 100 „бандита“ и заробивши 1.650 партизана, који су сви, према ранијем договору, предати албанским цивилним властима. Бали Комбетар је такође био укључен у борбу против партизана током зимске офанзиве, и до краја зиме НОБ се нашао у знатним потешкоћама. Немачке и националистичке снаге уништиле су НОБ у јужној Албанији, а јединице које су успеле да побегну патиле су због недостатка хране, одеће и муниције (јер савезници нису могли да им пошаљу помоћ). Немци су објавили да су до краја јануара убили 2.239 партизана, у фебруару 401 и у марту 236. До тада су све префектуре нове државе, осим Ђирокастре на југу, биле у рукама албанске владе. Енвер Хоџа је и сам изјавио "да је ситуација веома тешка". 

### Крај Другог светског рата и почетак комунизма
Успех зимске кампање показао се краткотрајним, а партизани су се показали много отпорнијим него што су Немци, Британци и многи Албанци очекивали. Оснивањем Велике алијансе, Немци су почели да губе рат. Са тренутном ситуацијом која је фаворизовала комунисте, партизани су започели пуни напад на Немце и балисте. Британски официри у Албанији приметили су да су комунисти много више користили оружје за борбу против Албанаца него против Немаца. Запад је приметио да комунисти не би могли победити без залиха и наоружања из Британије, Америке и Југославије, и да се нису устручавали да убијају своје сународнике .

## Сарадња са окупатором

### Влада
Након што је унија са Италијом званично распуштена, многи закони донети након италијанске инвазије су опозвани, а Албанија је проглашена слободном, неутралном и независном. У исто време, скупштина је опозвала нацрт закона из јуна 1940. године који је прогласио Албанију ратним савезником Италије. Скупштина је најавила да ће Албанијом управљати четвороструко регентство, по један Немци су створили владу сличну оној која је владала након повлачења кнеза Вилхелма од Вида у септембру 1914. године, показујући захвалност не само албанској историји већ и верском устројству Албаније.
Леф Носи је изабран за православног представника. За представника сунитских муслимана, Немци су успели да поставе Фуата Дибру, земљопоседника из нове Албаније који је, попут Носија, уживао велики углед међу Албанцима. За разлику од осталих, Дибра је служио у колаборационистичком кабинету Мустафе Крује, али је у новембру 1942. године изабран у централном комитету Балија Комбетара и због тога су га Немци сменили и поставили Кафо-бега Улћинија. Албанске католике представљао је фрањевски опат у Скадру, отац Антон Харапи, који је одржавао везе и са Косоварима и са албанским партизанима. Сазнавши за његово именовање, партизански изасланици су неуспешно покушали да га одврате од прихватања. Изгледало је да је Херман Нојбахер делимично и зато што је Харапи нешто од свог образовања стекао у манастирским школма у Мерану и Халу у Тиролу. Мехди Фрашери, a бекташијски муслиман, био је један од најугледнијих живих Албанаца. Пристао је да предводи Регентско веће.
Првобитно је вођство савета замишљено да се ротира, али Леф Носи је то одбио из здравствених разлога, а Антон Харапи је тврдио да као католички монах не може прихватити ниједан положај у којем ће бити приморан да санкционише смртну казну.
Када је изабрано, регентство је кренуло у формирање сталне владе, која је започела процес окончања хаоса и стабилизације Албаније. Након ужурбаних преговора, 5. новембра уведена је влада на челу са Косоваром, Реџепом Митровицом. У Реџеповом кабинету, већина су били националисти као и неке немачке или аустријске везе. Међу познатијим члановима били су Џафер Дева, који је студирао на Роберт Колеџу у Истанбулу и у Бечу, на месту министра спољних послова и Рок Колај, католик из Скадра који је студирао на Универзитету у Грацу, на месту министра правде. Austrian educated Vehbi Frasheri was appointed as foreign minister. The Православни Елбасанер, Сократ Додбиба, нећак Лефа Носија, био је министар финансија.

### Војска
У складу са немачком политиком „немешања“ и жељом да сачувају сопствене трупе за размештање на другим фронтовима албанска војска којом је командовао генерал Пренк Первизи формирана је убрзо након успостављања нове владе. Немци су организовали неколико јединица регуларне албанске војске и такође повећали ефикасност жандармерије. Многе јединице које су сарађивале са Италијанима очуване су и накнадно коришћене од стране Немаца у антипартизанским операцијама, а такође се користио и снажни антикомунистички покрет Бали Комбетар (Национални фронт). Убрзо су балисти и немачке снаге снажно притиснуле комунисте. Балисти су уништили прилично велику комунистичку партизанску групу југозападно од Тиране. Партизанске снаге од око 2.000 људи биле су уништене. Са губитком осталих главних партизанских снага, албански комунисти су се тактички повукли започињући герилски рат против балиста. Балисти су, заједно са Немцима, заузели регион Чамерију. Снаге Балија Комбетара накнадно су проглашене да „сарађују са Немцима, који их увелико експлоатишу у оружаним борбама“, према извештају британске Управе за специјалне операције из децембра 1943.
На Косову и западној Македонији, која је била део независне државе Албаније, немачке и балистичке снаге имале су повремене окршаје са југословенским партизанима. Када је 5. партизанска бригада заузела Маћеларе, на пола пута између Дебра и Пишкопеје, Немци су уз помоћ балистичких снага Џема Хаса покренули напад из Дебра, поразивши партизане. Фићри Дине, Џем Хаса и Хисни Дема као и три немачка мајора водили су војне кампање против албанских и југословенских партизана. Почетком новембра новоосноване снаге биле су ангажоване у борби са македонским и албанским партизанским јединицама у граду Кичеву. После 7 дана жестоких борби, партизани су поражени и приморани да се повуку из града.. Добровољачка милиција позната као Вулнетари такође је деловала у граничарским областима у реорганизованој албанској држави. Борећи се у својим локалним областима (на Косову и у Македонији), борили су се и против партизана и против четника, „против којих су се показали вештим и одлучним борцима". Ова јединица је често изводила прекограничне рације у Недићевој Србији против цивилних и војних циљева. У априлу 1944. године основана је 21. СС брдска дивизија Скендербег (1. албанска). Она је била познатија по убиствима, силовањима и пљачкама у претежно српским областима, него по учешћу у борбеним операцијама у име немачких ратних напора.
Албански и југословенски партизани били су главна претња Албанији, али не и једина сила. У регионима Санџака који су били део независне албанске државе, четничке снаге су малтретирале локално становништво. Џемаил Коничанин и балистичке снаге под командом Шабана Полуже успешно су одбиле четничке снаге из Новог Пазара и сломиле њихово упориште у Бањи.

### Политика
Џафер Дева је био министар унутрашњих послова, а самим тим и шеф полиције и жандармерије у земљи. Девине снаге су чинили косовски Албанци, а Немци су их као „најефикасније и најпоузданије“, укључили у циљање унутрашњих непријатеља државе. Полицијске јединице под његовом надлежношћу биле су умешане 4. фебруара 1944. у масакру 86 становника Тиране за које се сумњало да су антифашисти  и другим злочинима које је починио Гестапо у сарадњи са албанском жандармеријом. Велики број Срба убијен је широм Косова или депортован у логоре у Албанији почев од 1942. Локални албански борци (балисти) видели су прилику да се освете својим српским суседима због патње коју су претрпели током претходне две деценије (Злочини над Албанцима у балканским ратовима, Колонизација Косова). Балисти су напали српске колонисте, спаливши можда чак 30.000 кућа српских и црногорских досељеника. Роми (Цигани) су такође били на мети жандармерије и полиције.
Да би одржали војну окупацију у новој немачкој држави Албанији, Вермахт и Вафен-СС покушали су да искористе локалну радну снагу за одржавање реда и закона и за борбу против југословенских партизана и комунистичких албанских покрета отпора у региону. Албански лидери су се надали да ће формирати „војску која ће бити у стању да заштити границе Косова и ослободи околне регионе". Предвођени немачким официрима, маја 1944. године, неке трупе из дивизије биле су смештене у подручју Ђаковице да чувају руднике.

## Демографија
Користећи италијанске процене из јула 1941. године, становништво Краљевине Албаније процењено је на 1.850.000. Укупан број становништва "старе Албаније" (која је обухватала границе пре 1941) износио је 1.100.000, док је "нова Албанија" (коју чине Косово, Дебар и делови Црне Горе) имала 750.000. Становништво су чинили приближно 1.190,00 муслимана (сунита и бекташија) и 660.000 хришћана (католика и православаца)). Нова држава састојала се од две главне мањинске групе, косовских Срба и недавних италијанских колониста расутих широм Албаније.

## Економија
Када су Немци ушли у Тирану, надали су се да ће пронаћи довољно новца у националној банци да плате своје трупе. Ово се требало сматрати зајмом. Међутим, пронашли су само 30 милиона франака. У међувремену, режијски трошкови немачке војске у Албанији износили су око 40 милиона франака месечно. Са одређеним степеном хитности обратили су се немачким властима у Риму, где је у нападу СС командоса заплењено 120 милиона франака, 23 вреће златника и 29 кутија златних полуга из главне филијале Националне Банке Албаније. Злато је послато у Берлин, а новчанице у Тирану. Значајне суме су одмах пребачене у Националну банку Албаније у Тирани.
Новац је коришћен за плаћање немачких трупа у Албанији и Црној Гори. Такође се користио за финансирање немачких грађевинских пројеката као што су зграде, путеви, поправке путева, изградње аеродрома и обалских утврђења.

### Немачка експлоатација рудних богатства и нафте
У Краљевини Албанији, коју је нацистичка Немачка формално третирала као суверену државу, Немачка је већи део индустријске и економске активности или монополизовала, или је увелико експлоатисала. Готово свим извозним компанијама које су пословале управљали су Немци, а углавном немачка војска. Рудници хрома, магнезита и лигнита и нафтна поља широм Албаније били су под директном немачком контролом.
Најважније резерве руда за Вермахт у Албанији биле су руде хрома. Хром је пронађен и у Старој Албанији и на Косову. У Албанији су била лежишта руде у Кукешу, Клосу и Поградецу. Када су Немци ушли на Косово, у Ђаковици и Летају постојали су функционални рудници хрома. Од октобра 1943. до краја августа 1944. из ових рудника извучено је укупно 42.902 тоне хрома, од чега је 28.832 тоне извезено у Немачку. Рудници магнезита у Голешу такође су били од значаја. Од средине септембра 1943. до краја августа 1944. у Немачку је извезено 2,647 тона прерађеног и непрерађеног магнезита.  Поред Румуније, Албанија је била једина држава у југоисточној Европи која је имала значајне резерве нафте. У Деволу је прерађено отприлике милион тона сирове нафте након што су нафтна поља пуштена у рад маја 1944. године.

### Валута
Валута која се користила током немачке окупације била је златна албанска франга.